# Madness (banda)
Madness es uno de los principales grupos británicos de ska, formado en 1976. Estuvieron en medio del revival del ska del sello 2 Tone a finales de los 70 juntamente con The Specials y Bad Manners. Madness alcanzó la mayoría de sus éxitos a finales de los años 1970 y en la primera mitad de la década de los años 1980, estando más semanas en las listas inglesas que cualquier otro grupo. El álbum, The Liberty of Norton Folgate, alcanzó en 2008 el número cinco en las listas de Reino Unido. Su álbum editado en 2012, Oui Oui Si Si Ja Ja Da Da, llegó a la décima ubicación en el Reino Unido, siendo estos dos últimos distribuidos por su discográfica propia Lucky 7 Records.

## Biografía

### Inicios
El grupo se organizó en Londres en 1976 con Mike Barson (Monsieur Barso) en instrumentos de teclado  y coros, Chris Foreman (Chrissy Boy) en la guitarra y 'Lee Thompson (Kix) en saxofón y coros, con el nombre de The North London Invaders. 
En 1978 se les unieron Graham McPherson (Suggs) en voz, Mark Bedford (Bedders) en el bajo y Daniel Woodgate' (Woody) en la batería.  Tras actuar algún tiempo como The North London Invaders y Morris and the Minors, el grupo cambió su nombre por el de Madness. Carl Smyth (Chas Smash) se unió a principios de los 80 en trompeta y coros, después de haber sido un miembro no oficial durante algún tiempo.
El primer sencillo de la banda, editado el 1 de septiembre de 1979 con el sello 2 Tone Records, fue The Prince.  La canción, escrita por Lee Thompson, era un tributo al músico jamaicano de ska Prince Buster, tomando el grupo su nombre definitivo después de este disco, pues Madness salió como cara B de The Prince. A este sencillo le siguió el álbum One Step Beyond... en 1979, llamado así por otra canción de Prince Buster. El álbum estuvo en las listas británicas durante más de un año, alcanzando el número 2. One Step Beyond... se editó en Stiff Records, que se convirtió en el sello del grupo. 
Desde 1979 la banda ha sacado 29 sencillos y ocho álbumes de estudio, además de varios recopilatorios, dos de los cuales alcanzaron el número 1 en el Reino Unido. Durante los años 80, Madness fue uno de los grupos más populares en Gran Bretaña. En 1984 la banda creó su propio sello discográfico, Zarjazz Records. En 1985 el álbum Mad Not Mad fue el primero de Madness editado por este sello. El álbum se grabó en los estudios Liquidator, estudios propios de la banda que fueron también usados para grabar las maquetas para el álbum de 1999 Wonderful.
Los primeros 20 sencillos del grupo entraron en el Top 20 británico y tenían un sonido que la propia banda había denominado nutty sound, el cual había evolucionado incluyendo elementos pulidos de pop con grandes dosis de ska, reggae y otras músicas caribeñas. El grupo sólo tuvo un número 1 en las listas británicas, House of Fun, en 1982, aunque estuvo a punto de volverlo a conseguir en 1983 con el sencillo Wings of a Dove. A su vez, el grupo tuvo dos apariciones estelares en la comedia de la BBC The Young Ones (emitida en la Televisión de Cataluña  con el título de Els Joves y en la televisión gallega con el nombre Os Novos, interpretando House of Fun en 1982,  en el episodio Boring de la primera temporada,  y Our House en 1984, en el episodio de la segunda temporada titulado Sick. 
Madness tuvo escaso éxito en Estados Unidos, donde solo dos de sus sencillos entraron en el top 40: Our House, que llegó al número 7, y It Must Be Love, que llegó al 33. No obstante, el grupo tuvo una notable repercusión en el underground estadounidense y sus vídeos fueron muy populares en la cadena MTV. Sus vídeos, que también se emitieron mucho en el programa de la BBC Top of the Pops, incluían grandes dosis de humor. Años después, muchas bandas norteamericanas que tocan ska como No Doubt y The Mighty Mighty Bosstones citaban a Madness como la mayor influencia en su música.
En 1984, justo después de editarse el quinto álbum, Keep Moving, que llegó al número 4 en las listas británicas, Mike Barson dejó el grupo para mudarse a Ámsterdam. Después de la partida de Barson, el grupo firmó con Virgin Records y lanzó el álbum Mad Not Mad (número 16 en las listas británicas). El grupo se separó en 1986 después de sacar el sencillo de despedida (Waiting For) The Ghost Train, una canción sobre la problemática que había por entonces en Sudáfrica. La canción alcanzó el número 18 de las listas británicas y fue el último top 20 del grupo en los 80. McPherson, Smyth, Thompson y Foreman formaron The Madness y sacaron un álbum homónimo en Virgin Records en el año 1988, el cual alcanzó el número 66 tanto en las listas británicas y como en las estadounidenses.

### Años 1990
En 1992 se propagaron noticias que afirmaban que los siete miembros originales reunirían el grupo a la estela del éxito del recopilatorio de la Virgin Divine Madness, que contaba con los sencillos más exitosos de la formación y que alcanzó el número 1 de las listas de álbumes del Reino Unido. 
Madness actuó para más de 75.000 fanes en el festival Madstock en Finsbury Park, en Londres. El público bailó tanto que se registró un terremoto de 4,5 en la Escala de Richter durante la canción One Step Beyond. Un álbum incluyendo lo mejor de  Madstock se puso a la venta. Un sencillo que versionaba The Harder They Come de Jimmy Cliff no llegó a entrar en el Top 40.
De 1992 a 1998, Madness volvió cada dos años a Madstock, realizando una gira navideña ocasional por estadios británicos. Suggs tuvo una breve pero triunfal carrera como solista. Su mayor éxito, una versión de Cecilia de Simon and Garfunkel, vendió más de 500.000 en el Reino Unido. Suggs también tuvo un modesto éxito en su carrera televisiva, haciéndose habitual en programas de televisión y presentando un karaoke de famosos llamado Night Fever. Actualmente tiene dos espacios en Virgin Radio llamados Afternoon Tea with Suggs y Suggs Party Classics

### 1999 y principios de los años 2000
En 1999, Madness sacó su primer álbum de estudio en 14 años, Wonderful, en Virgin Records. El disco, del que salieron los sencillos Johnny the Horse, Drip Fed Fred y Lovestruck (llegando este último a meterse en el top 10 en el Reino Unido), se convirtió en top 20 británico.
En 2002, Our House, un musical basado en las canciones de Madness, se estrenó en el Cambridge Theatre en West London. Estuvo en cartel del 28 de octubre de 2002 al 16 de agosto de 2003 y venía acompañado de un libro de Tim Firth. No hubo álbum con la banda sonora, pero el espectáculo fue grabado en DVD en las últimas actuaciones. Los miembros de Madness fueron productores ejecutivos del espectáculo, y Suggs pasó por la producción durante un tiempo, actuando como el padre del protagonista. En 2003, el espectáculo ganó un Olivier Award al mejor musical.  En 2006, una nueva producción del espectáculo hizo una gira por Japón, comenzando en Tokio. 

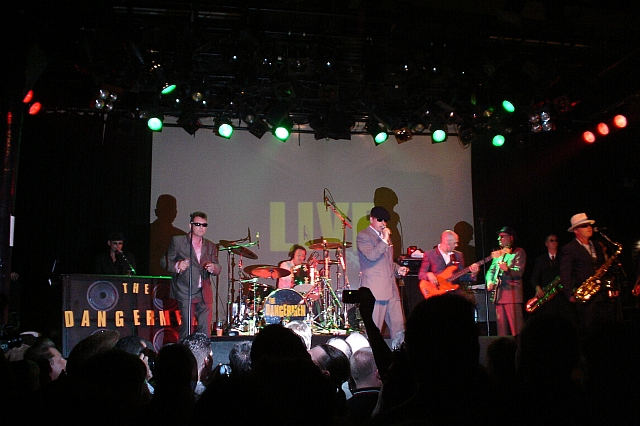
Madness actuando en directo como The Dangermen en el local Melkweg, en Ámsterdam (2005)

### 2004-2005
En 2004, Madness tocó en una serie de conciertos con el nombre The Dangermen, en The Dublin Castle en Camden Town. A finales de 2004, el grupo firmó un álbum con V2 Records, y en agosto de 2005 sacaron The Dangermen Sessions Vol. 1, un álbum de versiones que alcanzó el número 11 en las listas inglesas. El sencillo Shame and Scandal se convirtió en un éxito en Francia, alcanzando el número 12, y el número 81 en el top 100 mundial. El álbum fue el primero del grupo que no produjeron Langer y Winstanley.
En mayo de 2005, el guitarrista Chris Foreman dejó la banda, citando como razón "el tiempo gastado en estupideces con el grupo". Durante las actuaciones en directo Foreman fue reemplazado por Kevin Burdett.
En junio de 2005, Madness realizó una gira por algunos bosques británicos en unión con la Forestry Commission.

### 2006
En 2006, el grupo comenzó a trabajar en el primer álbum de estudio en siete años, paradójicamente sin Foreman, quien (después de su salida del grupo en 2005) se había quejado del hecho de que Madness sólo hubiera grabado un álbum con material nuevo desde su reunión en 1992. Para el año 2007, el álbum estaba siendo producido por Clive Langer y por el productor de White Stripes, Liam Watson. Se esperaba que saliera en el verano boreal de 2007. En el verano boreal de 2006, Madness realizó una gira por Europa y Japón. El 28 de julio de 2006, Madness actuó en The Fuji Rock Festival, un festival de 3 días que tiene lugar en la estación de esquí de Naeba. En el Festival de Reading de 2006, el baterista de Madness Dan Woodgate apareció en el escenario con Franz Ferdinand, interpretando la canción The Outsiders. 
En el verano boreal, cuatro miembros del grupo (Suggs, Foreman sustituyendo a Kevin Burdett, Woody y Chas) grabaron para la película alemana Neues vom Wixxer (cuyo estreno estaba previsto para principios de 2007) un video de su nueva canción NW5, la cual formaría parte del repertorio en su siguiente álbum a lanzarse en el verano septentrional de 2007. Los mismos cuatro salieron también en un nuevo vídeo de It must be love, usado también para la película. Ambos vídeos se grabaron en Londres.
En julio de 2006 Madness actúa en el prestigioso FIB de Benicassim. También actúa en el sur de España, conctretamente en Marbella. En octubre de 2006 Madness lanzó su página oficial en MySpace con noticias del sencillo titulado Sorry que planeaban sacar en diciembre. Madness actuó en el Personal Fest 2006 en Buenos Aires, Argentina, el 17 de noviembre de 2006. El 30 de noviembre del mismo año el grupo confirmó que Chris Foreman había vuelto para tocar en la inminente gira navideña de Madness en Inglaterra. El 2 de diciembre de 2006 Madness interpretó It Must Be Love en el programa de la BBC Strictly Come Dancing.
Empezaron la gira en la Brixton Academy el 7 de diciembre de 2006 y la terminaron en el Wembley Arena el 20 de diciembre del mismo año. La gira fue grabada por , lanzándose además un álbum de edición limitada con actuaciones de la misma. También salió a la venta una edición limitada del sencillo Sorry.

### 2007
Para el año 2007, Madness tenía previsto dar un concierto en el festival TT de la Isla de Man. El festival TT tenía lugar a finales de mayo y principios de junio. Estrellas como Robin Gibb, Ronan Keating, The Arctic Monkeys y The Stranglers habían confirmado su asistencia.
El cinco de marzo Madness sacó su nuevo sencillo, Sorry, con una versión con el rapero británico Sway DaSafo y Baby Blue. El grupo lo lanzó a través de su propio sello, Lucky Seven Records y entró en las listas en el puesto 23 el domingo 11 de marzo, el puesto más alto de un sencillo del grupo desde 1999.
La nueva canción NW5, junto con una ligera remezcla de It must be love, aparecerían en la película-parodia del alemán Edgar Wallace llamada Neues vom Wixxer (una secuela de la primera película Wixxer que tuvo un éxito arrollador), que se estrenaría el 15 de marzo de 2007. Miembros de Madness aparecían– junto al reparto – en un videoclip de It must be love que acompañaba a los títulos de crédito finales de esa película. Ambas canciones iban a salir en un sencillo con doble cara A en Alemania a finales de marzo en SonyBMG. En el álbum de la banda sonora también aparecen The Wizard del álbum de Madness Wonderful de 1999 – la primera película Wixxer usaba esa canción, aunque tuvo que recurrir a una versión grabada por Right Said Fred por razones legales.
Se rumoreaba que Madness aparecería en el Glastonbury Festival of Contemporary Performing Arts de ese año.
Mientras el guitarrista Chris Foreman, que había dejado la banda en 2005 y vuelto en 2006 para la gira navideña, iba a tocar con Madness en sus próximas actuaciones en el festival, su estatus en lo concerniente al nuevo álbum de Madness era todavía un misterio. Mucha de las grabaciones tuvieron lugar en 2006 cuando Foreman no era un miembro activo del grupo, y en el videoclip del sencillo Sorry se puede ver a sus seis colegas tocando sin él.
Pero a finales de 2008 se informa a través de su página de Internet que ya tienen preparado su nuevo álbum llamado "the liberty of norton folgate" y una edición especial para verdaderos amantes de Madness que contiene tres CD un disco LP, póster, una membresía de por vida, y muchas cosas más.

### 2009
En 2009 sale oficialmente a la venta su nuevo disco "The Liberty of Norton Folgate", con su sencillo "Dust Devil", "Sugar and Spice", grabando videos de ambos sencillos.
En este disco participa Rodda Dakar, exvocalista de The Bodysnachers, banda de la época 2tone, con la canción "On the town". Y por fin, el 17 de julio de 2009 se lleva a cabo el Madstock, en Victoria park, para celebrar sus 30 años de existencia, con invitados especiales de la época two-tone, como lo es Jerry Dammers (tecladista de The Specials y fundador del sello 2tone) y Rodda Dakkar. Todo esto delante de 20.000 fieles.
Durante todo el año 2009 estuvieron de gira presentando su nuevo disco en Europa, Australia y otros países del mundo.
A finales de septiembre realizaron un concierto en medio de la calle, en la popular Regent Street, con gran afluencia de público.
En este año Madness ha sido protagonista de un film donde Suggs y Chas hacían de conductores y en él se mostraba un concierto grabado en junio de 2008 en Hackney
Y en este mismo año, una disquera francesa BIG 8 RECORDS grabará un disco tributo a Madness por sus 30 años de carrera, con covers de canciones de Madness, participando grupos de todo el mundo. El disco sale a principios de octubre.
Durante el mes de diciembre Madness ha estado haciendo la clásica gira navideña por todo el Reino Unido.

### 2010
Realizan la gira DO NOT ADJUST YOUR NUT TOUR por Reino Unido. Durante este mismo año actúan en España, en el festival SOS de Murcia. A finales de noviembre hay rumores sobre un nuevo disco para 2011, siendo confirmado por Woodgate y Suggs en diversas entrevistas. Se tienen previstas nuevas canciones para Navidad de 2010 siendo presentadas en los conciertos y nuevo disco para primavera de 2011.

### 2012
En 2012, participaron en el concierto en el Palacio de Buckingham por el homenaje del Jubileo de Diamante de Isabel II, interpretando sus canciones "Our House" y "It Must Be Love"(Nota:. Interpretada en el techo del Palacio de Buckingham, mientras que los vídeos se acompañan han sido proyectadas en la parte frontal del Palacio siendo la frase final de "Our House" fue cambiado a "Our house, in the middle of one's street" --"Nuestra casa, en el centro de la propia calle"--, en homenaje a la Reina)..
El domingo 25 de marzo de 2012 esta agrupación se presentó en el festival de música Vive Latino en la Ciudad de México.
En agosto de 2012, la agrupación es la primera banda de rock en tocar en los Juegos Olímpicos de Londres, presentándose con "Our House".
El 27 de septiembre de 2012 hace una presentación magnífica, en el iTunes Festival; el las cuales interpretan sus mayores éxitos, a la vez exponen la canción de su nuevo álbum (My girl 2)

### 2016
El 18 de mayo de 2016, la banda anunció la llegada de su undécimo álbum de estudio, que finalmente salió a la venta el pasado 28 de octubre con el título de Can´t Touch Us Now, a su vez también el nuevo álbum vendrá seguido de un tour de promoción que comenzará en diciembre del mismo año.

## Discografía

### Álbumes de estudio
- 1979 - One Step Beyond... (n.º 2 Reino Unido)
- 1980 - Absolutely (n.º 2 Reino Unido)
- 1981 - 7 (n.º 5 Reino Unido)
- 1982 - The Rise & Fall (n.º10 Reino Unido)
- 1984 - Keep Moving (n.º 6 Reino Unido)
- 1985 - Mad Not Mad (n.º 16 Reino Unido)
- 1988 - The Madness (n.º 65 Reino Unido)
- 1999 - Wonderful (n. º 17 Reino Unido)
- 2005 - The Dangermen Sessions Vol. 1 (n.º 11 Reino Unido)
- 2009 - The Liberty of Norton Folgate (n.º 5 Reino Unido)
- 2012 - Oui Oui Si Si Ja Ja Da Da (n.º10 Reino Unido)
- 2016 - Can´t Touch Us Now

### Recopilatorios
- Work, Rest and Play EP abril de 1980 (n.º 6 Reino Unido)
- Complete Madness mayo de 1982 (n.º 1 Reino Unido)
- Madness (Lanzado solo en Estados Unidos) 1983 (no entró en listas)
- Utter Madness diciembre de 1986 (n.º29 Reino Unido)
- It's... Madness septiembre de 1990 (no entró en listas)
- It's... Madness Too 1991 (no entró en listas)
- Divine Madness noviembre de 1992 (n.º 1 Reino Unido)
- Madstock! noviembre de 1992 (n.º22 Reino Unido)
- The Business - the Definitive Singles Collection 1993 (no entró en listas)
- Total Madness - the Very Best of Madness (Lanzado solo en Estados Unidos) 1997 (no entró en listas)
- The Heavy Heavy Hits junio de 1998 (n.º19 Reino Unido)
- Universal Madness 1998 (no entró en listas)
- Our House - the Original Songs octubre de 2002 (no entró en listas)

### Sencillos
- 1.The Prince septiembre de 1979 (n.º16 Reino Unido)
- 2.One Step Beyond noviembre de 1979 (n.º 7 Reino Unido)
- 3.My Girl diciembre de 1979 (n.º 3 Reino Unido)
- 4.Baggy Trousers septiembre de 1980 (n.º 3 Reino Unido)
- 5.Embarrassment noviembre de 1980 (n.º 4 Reino Unido)
- 6.Return of the Los Palmas 7 enero de 1981 (n.º 7 Reino Unido)
- 7.Grey Day abril de 1981 (n.º 4 Reino Unido)
- 8.Shut Up septiembre de 1981 (n.º 7 Reino Unido)
- 9.It Must Be Love noviembre de 1981 (n.º 4 Reino Unido y 33 en Estados Unidos)
- 10.Cardiac Arrest febrero de 1982 (n.º14 Reino Unido)
- 11.House of Fun mayo de 1982 (n.º 1 Reino Unido)
- 12.Driving in My Car julio de 1982 (n.º 4 Reino Unido)
- 13.Our House noviembre de 1982 (n.º 5 Reino Unido y 7 en Estados Unidos)
- 14.Tomorrow's (Just Another Day) / Madness (Is All in the Mind) febrero de 1983 (n.º 8 Reino Unido)
- 15.Wings of a Dove agosto de 1983 (n.º 2 Reino Unido)
- 16.The Sun and the Rain noviembre de 1983 (n.º 5 Reino Unido)
- 17.Michael Caine febrero de 1984 (n.º11 Reino Unido)
- 18.One Better Day junio de 1984 (n.º17 Reino Unido)
- 19.Mutants in Mega City One febrero de 1985 (n.º50 Reino Unido)
- 20.Yesterday's Men agosto de 1985 (n.º18 Reino Unido)
- 21.Uncle Sam octubre de 1985 (n.º21 Reino Unido)
- 22.Sweetest Girl febrero de 1986 (n.º35 Reino Unido)
- 23.(Waiting for) the Ghost Train noviembre de 1986 (n.º18 Reino Unido)
- 24.I Pronounce You marzo de 1988 (n.º44 Reino Unido)
- 25.What's That mayo de 1988 (n.º92 Reino Unido)
- 26.It Must Be Love (reedición) febrero de 1992 (n.º 6 Reino Unido)
- 27.House of Fun (reedición) abril de 1992 (n.º40 Reino Unido)
- 28.My Girl (reedición) agosto de 1992 (n.º27 Reino Unido)
- 29.The Harder They Come noviembre de 1992 (n.º44 Reino Unido)
- 30.Night Boat to Cairo (reedición) febrero de 1993 (n.º56 Reino Unido)
- 31.Lovestruck julio de 1999 (n.º10 Reino Unido)
- 32.Johnny the Horse octubre de 1999 (n.º44 Reino Unido)
- 33.Drip Fed Fred enero de 2000 (n.º56 Reino Unido)
- 34.Shame and Scandal agosto de 2005 (n.º38 Reino Unido)
- 35.Girl Why Don't You? octubre de 2005 (no entró en listas)
- 36.Sorry marzo de 2007 (n.º23 Reino Unido)
- 37.NW5 enero de 2008 (n.º24 Reino Unido)
- 38.Dust Devil mayo de 2009 (n.º64 Reino Unido)
- 39.Sugar and Spice agosto de 2009
- 40.Forever Young enero de 2010 (n.º199 Reino Unido)
- 41.My Girl 2 septiembre de 2012
- 42.Never Knew Your Name enero de 2013 (n.º88 Reino Unido)
- 43.How Can I Tell You abril de 2013